# Vegetariana
Vegetariana (în hangul: 채식주의자; hanja: 菜食主義者; RR: Chaesikjuuija) este un roman sud-coreean în trei părți scris de Han Kang și publicat pentru prima dată în 2007. Romanul este bazat pe nuvela „Fructul femeii mele” (1997) a lui Han, iar acțiunea are loc în Seulul modern și este centrată pe povestea lui Yeong-hye, o femeie casnică și artistă grafică cu jumătate de normă, a cărei decizie de a nu mai consuma carne după un coșmar cumplit despre cruzimea umană duce la consecințe devastatoare în viața ei personală și familială.
Publicat pe 30 octombrie 2007 în Coreea de Sud de Changbi Publishers, romanul a fost numit „foarte extrem și bizar” de către publicul sud-coreean. „Pata mongolă”, partea a doua și centrală a romanului, a fost răsplătită cu Premiul literar Yi Sang. A fost tradus în mai multe limbi, inclusiv engleză, franceză, spaniolă și chineză.
Vegetariana este primul roman al lui Han care a fost tradus în engleză. Traducerea a fost realizată de traducătoarea britanică Deborah Smith și a fost publicată în ianuarie 2015 în Marea Britanie și februarie 2016 în SUA, după care a primit aprecieri internaționale, criticii lăudând stilul de scriere al lui Han și traducerea lui Smith. În mai 2016, a câștigat Man Booker International Prize și astfel a devenit prima lucrare căreia i s-a acordat acest premiu după reconfigurarea lui în 2015, anterior Man Booker fiind acordat pentru un corpus de lucrări ale unui autor și nu pentru o singură carte. Este considerată cea mai mare victorie a literaturii coreene traduse de când Please Look After Mom de Kyung-Sook Shin a câștigat Man Asian Literary Prize în 2012. Înainte de a câștiga premiul, Vegetariana se vânduse deja în aproape 20.000 de exemplare în cei nouă ani de la prima sa publicare. În iunie 2016, Time a inclus cartea în lista sa cu cele mai bune cărți din 2016.

## Rezumat
Vegetariana o descrie pe Yeong-hye, o femeie casnică. Într-o zi, ea decide brusc să nu mai mănânce carne după o serie de vise care implică imagini de sacrificare a animalelor. Această restricție autoimpusă o face să se distanțeze de familie și de societate. Povestea este structurată în trei părți: „Vegetariana”, „Pata mongolă” și „Copaci în flăcări”. Prima parte este povestită de soțul lui Yeong-hye, domnul Cheong, la persoana întâi. A doua parte este povestită la persoana a treia, concentrându-se pe cumnatul lui Yeong-hye, iar partea a treia rămâne la persoana a treia, dar acum acțiunea este focusată pe sora ei, In-hye, sporadic vorbindu-se la timpul prezent.

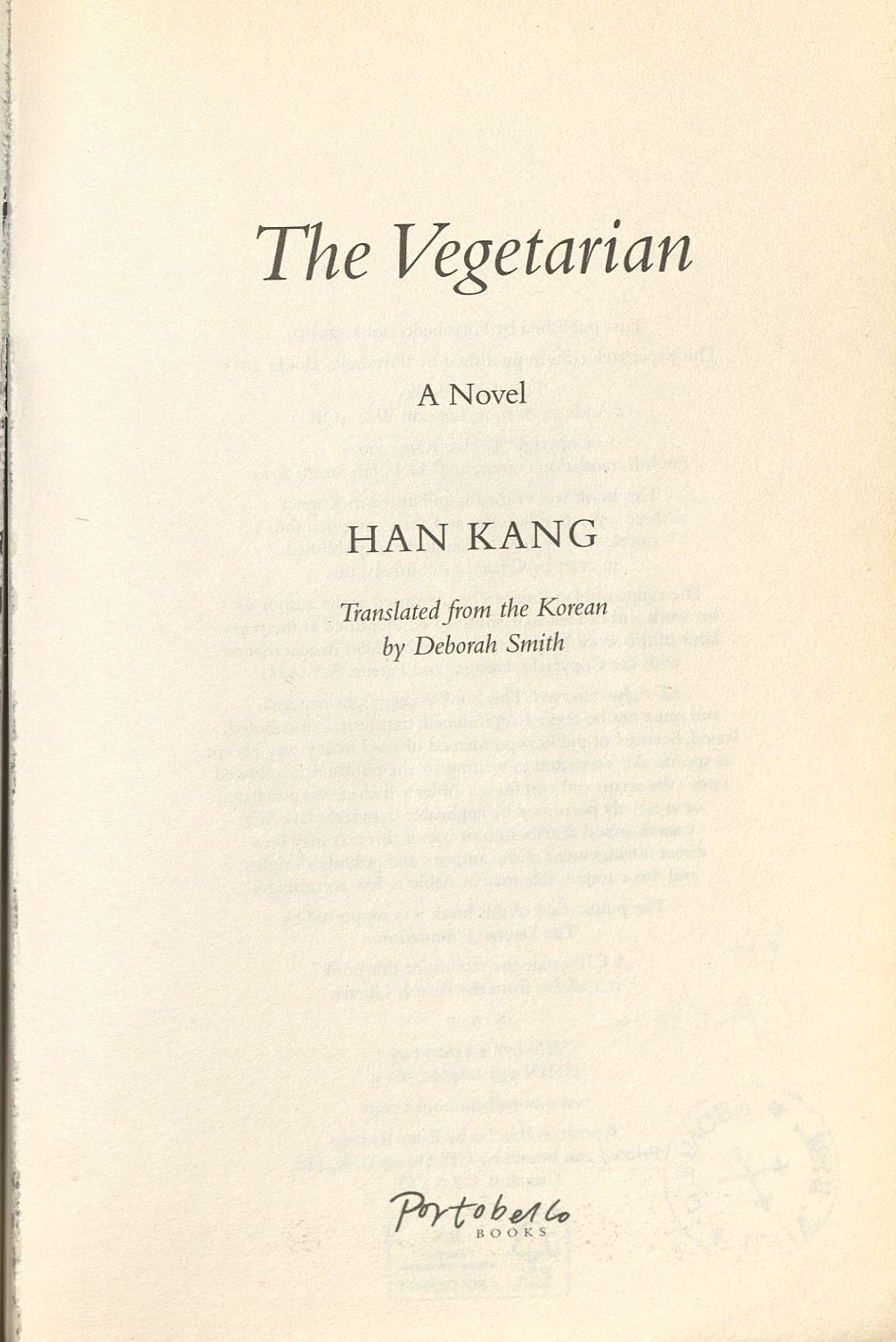
Ediția tradusă în limba engleză, 2015.

### Vegetariana
Domnul Cheong consideră că soția sa este banală și lipsită de orice calități, povestind cum nici măcar nu a fost atras de ea atunci când s-au cunoscut, situație ce i-a convenit. De altfel, scopul lui în viață pare a fi de a trece total neobservat, într-o existență convențională, fără nimic deosebit, iar Yeong-hye este genul de soție pe care el o dorește, liniștită și supusă, perfectă pentru viziunea lui asupra vieții de familie. După câțiva ani de căsnicie relativ normală, domnul Cheong o vede pe soția lui cum aruncă din casă toate produsele din carne. Atunci când cere o explicație, Yeong-hye îi răspunde vag că e din cauza unui vis pe care l-a avut. În următoarele câteva luni, dl. Cheong încearcă să înțeleagă și să accepte decizia soției sale, însă cum aceasta slăbește din ce în ce mai mult și mânâncă tot mai puțin, el solicită sprijinul rudelor ei. La masă, rudele ei încearcă să o convingă să mănânce carne, ba chiar tatăl ei, veteran din Vietnam și un om foarte dur, o pălmuiește atunci când ea refuză în continuare. Mai mult, tatăl ei îi pune pe dl. Cheong și pe fratele ei să o țină cu forța în timp ce el îi îndeasă în gură o bucată de carne de porc. Yeong-hye reușește să scape, scuipă carnea și își taie venele de la încheietură cu un cuțit pentru fructe. Este dusă imediat la spital, iar dl, Cheong se vede nevoit să accepte că soția lui are probleme psihice. Partea întâi se încheie cu Yeong-hye părăsind spitalul, iar atunci când este prinsă, desface pumnul și dezvăluie o pasăre în palmă, care are o „mușcătură de prădător” și întreabă: „Am făcut ceva greșit?”

### Pata mongolă
Soțul surorii lui Yeong-hye, In-hye, al cărui nume rămâne necunoscut, este artist vizual. El își imaginează o scenă de dragoste între doi oameni, cu trupurile decorate cu flori pictate și, după ce află că Yeong-hye are un semn de naștere mongol în formă de petală de floare, pune la cale un plan să o picteze și să o filmeze pentru a da viață acestei imagini artistice. Atracția lui pentru Yeong-hye apare evidentă, mai ales după ce o găsește goală la ea în apartament (între timp, naratorul dezvăluie că dl. Cheong a intentat divorțul). Ea acceptă să îi fie model, iar el pictează flori pe trupul ei într-un studio închiriat de la un profesor de artă. După acest proiect, îl organizează pe următorul, pentru care aduce un coleg artist să filmeze scene erotice alături de Yeong-hye. Cumnatul ei îi întreabă pe amândoi dacă vor avea într-adevăr relații intime, dar prietenul lui se rușinează și pleacă. Yeong-hye, stimulată de această scenă, susține că de vină au fost florile pictate pe trupul bărbatului. Cumnatul roagă pe un alt prieten să își picteze trupul cu flori și acesta vine la Yeong-hye acasă, unde se filmează în timpul actului sexual. Soția lui găsește filmul și sună la urgențe, spunând că și el și Yeong-hye au probleme psihice. Bărbatul se gândește să se sinucidă aruncându-se de la etaj, însă rămâne nemișcat, în stare de șoc, în timp ce autoritățile îl scot afară din clădire. 

### Copaci în flăcări
In-hye rămâne singura din familie care o susține pe Yeong-hye după declinul ei mintal și fizic. După evenimentele din partea precedentă, s-a despărțit de soțul ei, iar acum are grijă de fiul lor, dar și de sora ei, a cărei sănătate se deteriorează. Yeong-hye se comportă din ce în ce mai ciudat și este internată într-un spital de boli mintale la Mount Ch'ukseong, unde, în ciuda tratamentului intensiv pentru anorexie nervoasă și schizofrenie, ea se comportă tot mai asemănător plantelor. La un moment dat, evadează din spital și este găsită mai târziu într-o pădure, udă până la piele de parcă ar fi fost unul dintre copaci. In-hye, afectată de divorț și de îngrijirea copilului, dă și ea semne de depresie și instabilitate psihică. La spital, o vizitează mereu pe Yeong-hye și încearcă să o convingă să mănânce, însă aceasta refuză orice fel de mâncare, iar când In-hye vede că medicii o hrănesc forțat și o amenință cu sedare pentru a preveni vărsăturile, o mușcă pe asistentă și o ia de acolo pe sora ei. In-hye și Yeong-hye sunt duse la un alt spital cu ambulanța, iar pe drum In-hye observă copacii, ceea ce este un indiciu asupra posibilei moșteniri a psihicului vegetal similar, care o afectează și pe ea.

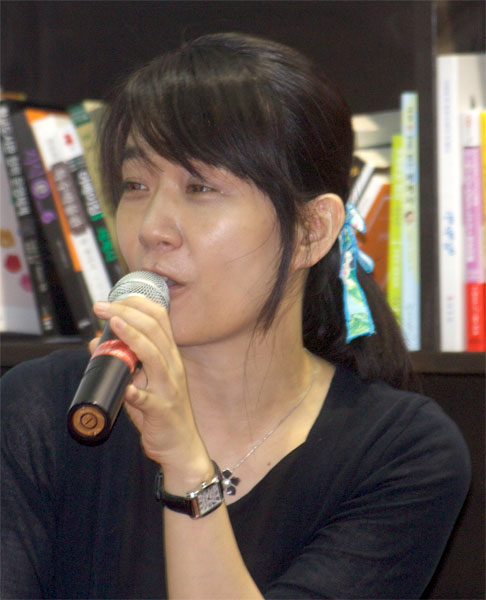
Vegetariana lui Han Kang a devenit prima carte care a câștigat noua ediție a Man Booker International Prize.

## Scriere și publicare
Ideea de a scrie despre plante i-a venit lui Han în anii de studenție când a dat peste lucrarea scriitorului coreean Yi Sang. În special, a fost surprinsă de citatul „Cred că oamenii ar trebui să fie plante”. Explorarea de-a lungul vieții de către Han a temelor violenței și umanității este, de asemenea, reflectată în această carte, care tratează în primul rând alegerile naturale și zilnice ale ființelor umane în ceea ce privește hrana. Într-un interviu acordat publicației The White Review, Han a declarat că în timp ce lucra la Vegetariana era frământată de întrebări referitoare la „violența oamenilor și la (im)posibilitatea inocenței”. Protagonista Yeong-hye face o încercare extremă de a întoarce spatele violenței prin pedepsirea propriului trup uman și transformarea într-o plantă, ceea ce denotă „o profundă disperare și îndoială cu privire la umanitate”. În februarie 2016, în timp ce vorbea cu Bethanne Patrick de la Literary Hub, Han a explicat că ideea cărții i-a venit inițial sub forma unei imagini: o femeie care se transforma în plantă. Așa că în 1997 a scris o nuvelă intitulată „The Fruit of My Woman”, în care o femeie se transformă literalmente într-o plantă. După câțiva ani (2003-2004), a reelaborat această imagine în Vegetariana, într-un mod mai întunecat și mai dur.
Într-un interviu acordat în februarie 2016 pentru The Guardian, Han Kang a spus că în adolescență a fost afectată de întrebări tipice: de ce durere, de ce moarte? A crezut atunci că în cărți va găsi răspunsurile, dar și-a dat seama că a găsit și mai multe întrebări, deoarece, așa cum a considerat ea, cei care au scris acele cărți erau slabi și vulnerabili, la fel ca restul lumii. Potrivit lui Han, scrierea cărții a fost o sarcină dificilă, din cauza artritei de care suferă de când avea 30 de ani. A scris de mână întregul roman. Pentru documentare, Han a primit ajutor de la un artist vizual și de la un spital de psihiatrie. A doua parte a cărții este inspirată în primul rând din experiențele lui Han cu acest artist.
Vegetariana a fost publicată pentru prima dată în coreeană în 2007, în Coreea de Sud, sub numele de Chaeshikjueuija de editura Changbi Publishers. Editura ASIA a cumpărat ulterior drepturile asupra cărții și a publicat traducerea în engleză pentru distribuție în Coreea de Sud. A publicat, de asemenea, versiunile în limba engleză ale romanelor lui Han Convalescence și Human Acts.

## Teme
Principalele teme abordate în Vegetariana sunt dorința, rușinea și empatia reflectate în încercările șovăitoare ale personajelor de a înțelege oamenii din jurul lor. Charles Montgomery, profesor la departamentul de interpretare și traducere în limba engleză a Universității Dongguk din Seul și editor al site-ului web dedicat traducerilor din literatură coreeană, a afirmat că „descrierea unor funcții malefice ale vieții” pe care o realizează Han în acest roman amintește de cartea ei anterioară, Convalescence, care descrie un grup de oameni, fiecare cu diferite tipuri de traume. Potrivit lui Montgomery, acest roman dobândește un caracter tridimensional și verosimilitudine deoarece este scris din perspectiva unor naratori multipli.
Contrar aștepărilor implicate de titlu, noțiunea de dietă vegetariană nu este aprofundată în carte. Potrivit autoarei, romanul tratează teme precum violența umană, depresia, nebunia, neputința de a-i înțelege pe cei din jur, nevoia de a evada din realitate. Dincolo de revolta împotriva patriarhatului coreean, Han caută răspuns la întrebări care o frământă, cum ar fi dacă este posibil să-ți păstrezi inocența într-o lume vioentă și crudă.

## Receptare critică
Vegetariana a fost, în general, bine primită de critici. Potrivit Book Marks, un site de recenzii literare, cartea a primit recenzii „elogioase” bazate pe un total de 13 recenzii. În Bookmarks Magazine, o revistă care reunește recenziile criticilor despre cărți, romanul a primit 4 din 5 stele pe baza recenziilor criticilor.
Boyd Tomkin, președintele juriului Man Booker International Prize ediția din 2016, a apreciat cartea pentru „perspectiva tulburătoare asupra unui subiect de mare interes” și „efortul creativ al lui Smith de a îmbina frumusețea și groaza”, o carte ce va rămâne mult timp în mintea cititorilor.
Julia Pascal, într-un articol pentru The Independent, a declarat că de multe ori femeile ajung să fie ucise pentru îndrăzneala de a-și afirma propria identitate, iar această carte demonstrează că ceea ce le ucide pe aceste femei este presiunea zdrobitoare a etichetei coreene. Porochista Khakpour, în The New York Times, sesizează lipsa de asemănare între cartea lui Han și poveștile tipice despre vegetarianism care se termină cu „iluminare”. Ea compară Vegetariana cu romanul autoarei afro-australiene Ceridwen Dovey Blood Kin, nuvela din 1853 a autorului american Herman Melville „Bartleby, the Scrivener”, povestea de groază cultă a autorului iranian Sadegh Hedayat din 1937, Bufnița oarbă și diverse jurnale și lucrări ale autorului ceh Franz Kafka, inclusiv Un artist al foamei.
Daniel Hahn de la The Guardian a numit cartea „o poveste extraordinară a eșecului ca familie”. Potrivit articolului său, Vegetariana va fi greu de surclasat de alți autori coreeni contemporani, este un roman „senzual, provocator și violent, abundent în imagini puternice, culori uluitoare și întrebări tulburătoare”. Claire Fallon, pentru The Huffington Post, o numește „o poveste elegantă, în trei părți, a unei femei a cărei trecere bruscă la veganism îi afectează familia și scoate la iveală cele mai rele pofte și impulsuri umane”. O poveste melancolică despre ceva mai mult decât vegetarianism, Thrity Umrigar, în The Boston Globe, descrie Vegetariana drept povestea unei femei sfâșiate între propriile ei alegeri de viață convenționale și membrii familiei ei care nu sunt atât de inocenți precum par a fi.
Gabe Habash de la Publishers Weekly l-a numit un roman „ingenios, supărător și de neuitat” și a găsit multe elemente demne de a admirație, cum ar fi structura în trei părți, care dezvăluie treptat secrete întunecate și traume, scrierea evazivă și răscolitoare sau punctul culminant zdrobitor, un moment parțial fantasmagoric, parțial adevărat din punct de vedere emoțional. El a comparat cele trei părți ale romanului cu Parfumul lui Patrick Süskind, Cina de Herman Koch și O viață măruntă a lui Hanya Yanagihara. Eileen Battersby, în The Irish Times, consideră Vegetariana mai mult decât o poveste de avertizare despre tratamentul brutal al femeilor, este o meditație asupra suferinței și durerii. Este povestea unei evadări și a modului în care un visător își ia zborul, dar mai ales este despre golul și furia de a descoperi că nu este nimic de făcut atunci când se pierde orice speranță. Laura Miller, în articolul din Slate, compară stilul simplu de a scrie folosit de Han cu lucrările autorului japonez Haruki Murakami.

## Recunoaștere
În iunie 2016, revista americană Time a inclus cartea în lista de la jumătatea anului cu cele mai bune cărți din 2016. În 2024, cotidianul american New York Times a clasat cartea pe locul 49 în lista sa cu cele mai bune 100 de romane ale secolului al XXI-lea.
A doua parte a romanului, „Pata mongolă”, a fost distinsă cu Premiul literar Yi Sang, unul dintre cele mai prestigioase premii literare din Coreea de Sud.
În 2016, ediția tradusă în engleză a cărții a câștigat Man Booker International Prize pentru ficțiune, juriul considerând-o „de neuitat de puternică și originală”. Romanul a surclasat astfel Povestea copilului pierdut de scriitoarea italiană Elena Ferrante și O ciudățenie a minții mele de scriitorul turc Orhan Pamuk, ambele fiind considerate drept favorite.
Premiul în bani de 50.000 £ a fost împărțit între Han și Smith. Premiul a catapultat vânzările internaționale ale cărții, deoarece alte 462.000 de exemplare au fost comandate și tipărite de Changbi Publishers pentru a satisface cererea. Comentând despre cifra vânzărilor, Han a declarat că este copleșită și simte că literatura coreeană începe să devină o tendință, „acum este doar începutul”.

## Traducere
Vegetariana a fost tradus în 23 de limbi de la publicarea sa în 2007. 

### Traducere în engleză
Cartea a fost tradusă din coreeană în engleză de Deborah Smith, o traducătoare britanică, ce traduce din coreeană în engleză din 2010. Este fondatoarea Tilted Axis Press, o editură non-profit care se axează pe ficțiunea contemporană, în special din Asia. Vorbind la Târgul Internațional de Carte de la Seul, pe 15 iunie 2016, Smith a spus că un traducător „trebuie să fie infidel față de anumite aspecte pentru a fi credincios altora”, iar ea încearcă să rămână cât mai fidelă spiritului și scrisului, fără a compromite spiritul. Han a spus referitor la colaborarea ei cu Smith că, de regulă, aceasta îi trimite traducerea cu note și întrebări, iar ea o trimite înapoi cu răsunsurile aferente și note. Tot acest proces e ca „o discuție fără sfârșit”, iar Han se bucură de colaborarea cu o traducătoare care redă subtilitatea și delicatețea operei sale. Smith a afirmat că prima ei încercare de a traduce din limba coreeană a însemnat o muncă asiduă cu dicționarul. Ea a tradus și alte lucrări ale lui Han, inclusiv Human Acts (2016) și The White Book (2017).
Traducerea lui Smith a fost criticată în Coreea de Sud pentru unele inadvertențe. Los Angeles Times a remarcat faptul că Smith a îmbogățit stilul lui Han, mai degrabă o adaptare decât o traducere. S-au evidențiat și greșeli, inclusiv ideea că Smith ar fi încurcat unele dialoguri. Într-un articol din The Guardian, s-a spus că traducerea „activă” a lui Smith a făcut literatura coreeană mai accesibilă. Smith și-a apărat traducerea în revista literară Los Angeles Review of Books.

## Adaptare
În 2009, Vegetariana a fost adaptat într-un film dramă cu același nume de regizorul de filme de artă Lim Woo-Seong, care și-a marcat astfel debutul. În rolurile principale sunt Chae Min-seo (Young-hye), alături de Kim Young-jae, Kim Yeo-jin și Park Sang-yeon. Filmul a fost produs de Blue Tree Pictures și Rudolf Film în colaborare cu Sponge Entertainment.